# Svartöstaden
Svartöstaden (Svartöstan) är ett bostadsområde i Luleå, som till största delen består av äldre, tämligen enkel mer eller mindre upprustad trähusbebyggelse på Svartön. I dagens Svartöstan finns även några modernare småhus, och mindre hus med lägenheter. En av SSAB:s stora anläggningar, före detta NJA (Norrbottens Järnverk AB), ligger vid Svartöstaden. 

## Historia
Svartöstaden började byggas år 1894, för att malmhamnsarbetare skulle ha bostäder. Svartöstaden var då ett renodlat arbetarsamhälle. För Svartöstaden inrättades 23 augusti 1901 i Nederluleå landskommun municipalsamhället Svartöstaden, som 1933 införlivades i Luleå stad.
Svartöstadens skola byggdes 1901.

## Befolkningsutveckling
| Befolkningsutvecklingen i Svartöstaden 1900–1900 | Befolkningsutvecklingen i Svartöstaden 1900–1900 | Befolkningsutvecklingen i Svartöstaden 1900–1900 | Befolkningsutvecklingen i Svartöstaden 1900–1900 | Befolkningsutvecklingen i Svartöstaden 1900–1900 |
| ------------------------------------------------ | ------------------------------------------------ | ------------------------------------------------ | ------------------------------------------------ | ------------------------------------------------ |
|                                                  |                                                  |                                                  |                                                  |                                                  |
| År                                               |                                                  |                                                  | Folkmängd                                        |                                                  |
| 1900                                             | 1900                                             |                                                  | 1 061                                            | †                                                |
| † Som köpingsliknande samhälle 1900.             |                                                  |                                                  |                                                  |                                                  |

## Byggnader och platser

### Folkets hus
Ett känt landmärke när man svänger in i Svartöstaden är Folkets Hus, även kallat ”Blackis”. Ursprungligen var Blackis nykterhetslogens hus, men det kom att övertas av Folkets Hus-föreningen. I dag äger och förvaltar Luleå kommun byggnaden. På Blackis har Svartöstadens hembygdsförening lokaler med bland annat utställningar kring Svartöstadens historia. Svartöstans Intresseförening har också lokaler för hobbyverksamhet och ungdomsverksamhet. Dansföreningen Luleå bugg och swing dansklubb har regelbunden verksamhet i Blackis lokaler.

### Gamla malmhamnen

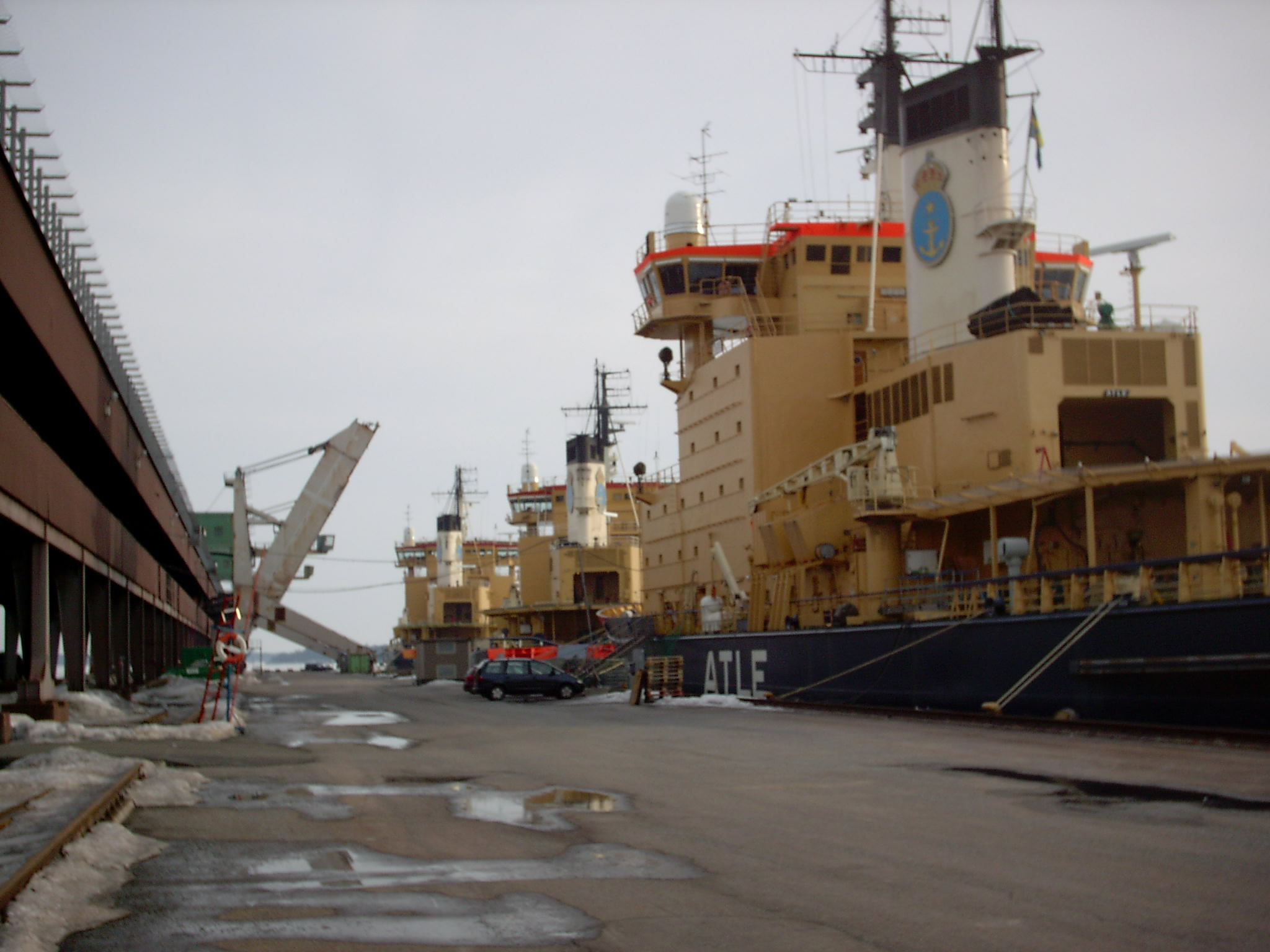
Isbrytaren Atle i Luleå.

LKAB:s anläggning omfattade själva hamnen, ett stort malmlager på Svartöberget och några mindre förädlingsprocesser. På grund av problem med malmdamm som spred från de öppet liggande malmhögarna till omkringliggande bostadsområden flyttade LKAB verksamheten till en nybyggd anläggning längst ut på Svartölandet.
Under 2005 revs stora delar av anläggningen. Vissa delar såldes till företag i Asien medan mycket såldes som metallskrot. Fram till hösten 2015 bestod LKAB:s verksamhet på plats endast av ett mindre bentonitverk. Senare byggdes en ny bentonitanläggning i nya malmhamnen på Sandskär, och den gamla anläggningen revs 2017. Hamnkontoret, som senare fungerade som huvudkontor för Plannja AB, byggdes om under vintern 2007–2008 för att bli ett flerbostadshus och bostadsrättsförening.
Malmhamnen är hemmahamn för Sjöfartsverkets isbrytare.

### Disponentvillan
Den gamla disponentvillan byggdes som tjänstebostad för LKAB:s disponent för anläggningarna i Luleå. Huset såldes sedermera tillsammans med LKAB:s hamnkontor till Plannja AB. Plannja i sin tur sålde huset och den stora tomten till en markexploatör, som byggde ett antal mer eller mindre exklusiva villor på den stora tomten vid Svartöbrinken.
Staffan Westerberg är son till en av LKAB:s tidigare disponenter och disponentvillan är hans barndomshem.

### Svartöbrinken
Svartöbrinken, eller Brinken, är ett mindre bostadsområde mellan Svartöstaden och gamla malmhamnen. Svartöbrinken, som ofta räknas som en del av Svartöstaden, består av ett tiotal kedjehus byggda på 1970-talet, så kallade Thurfjellhus, tre äldre mindre hyreshus, samt ett tjugotal nyproducerade[när?] villor (till största del av Myresjöhus) invid gamla LKAB:s gamla disponentbostad. Närhet till vattnet och grönområden gör att de nyproducerade husen varit attraktiva och sålts för relativt höga priser. En om- och tillbyggnad från kontor till bostadsrättslägenheter har också gjorts av byggnaden som tidigare var LKAB:s hamnkontor kompletterat med en länga radhus 2008.
Buss
Hit går Luleå Lokaltrafiks busslinjer 8 och 9.

## Svartöstaden i kulturen

### Musik
- Svartöstaden av rockbandet Magnus Ekelund & Stålet

### Böcker
- Staden bortom staden av Peo Rask m fl, Black Island Books, 1992.
- Liza Marklunds bok Den röda vargen utspelas till stora delar i Svartöstaden.

### Filmer
- Den röda vargen (2012)
- Järnets änglar (2007)
- Inga tårar (2006)

## Kända invånare i Svartöstaden

### Nuvarande
- Mattias Alkberg – musiker och poet
- Jarl Lindblad – skådespelare
- Björn Sjöö – musiker och skådespelare
- Olle Nyman – musiker och skådespelare

### Tidigare
- Harry Nyman – skådespelare och musiker, känd som Tomtefar, som talade med barnen i Sveriges Radio P4 varje julafton.
- Hardy Åström - Ishockeymålvakt.
- Andreas Harnemo - It-entreprenör.
- Lena Granhagen - Skådespelare
- Nicke Nordmark - grävande samhällsjournalist, känd från Uppdrag Granskning och Kalla fakta

## Föreningar
- Svartöstans Intresseförening
- Svartöstadens hembygdsförening
- Luleå FC